# Capilla de Mocha
La capilla de Mocha es un templo religioso construido en el altiplano, específicamente en la comuna de Huara perteneciente a la Provincia de Tamarugal (Región de Tarapacá) Chile. Es un lugar sagrado en la memoria histórica de la zona, que revive cada año con la celebración de las fiestas patronales de San Antonio de Padua, uniendo a sus habitantes y visitantes cercanos de la zona aquí. Su estilo Barroco presenta una fachada esculpida en piedra canteada, y su frontis enmarcado de dos columnas que terminan en pináculos.
Declarada Monumento Histórico Nacional el 6 de julio de 1951. 

## Mocha

Comuna de Huara (donde pertenece el pueblo de Mocha) perteneciente a la antigua Región de Tarapacá, Chile.

El pueblo de Mocha, lugar precordillerano situado a 78 kilómetros al interior de la comuna de Huara (Región de Tarapacá) en el extremo norte de Chile. Es un poblado agrícola-minero de escasos habitantes, que posee una capilla declarada Monumento Nacional que data del siglo XVII. 
En la actualidad, cuenta con menos de una veintena de habitantes, en su mayoría nacidos y criados en el mismo pueblo. Sin embargo, el sector recibe gran cantidad de visitantes nacionales como extranjeros, generalmente de zonas urbanas cercanas como lo son Iquique, Alto Hospicio, Antofagasta, entre otros lugares del país. La conmemoración de la gran cantidad de visitantes se debe a las festividades y celebraciones religiosas que se festejan en el pueblo; entre éstas podemos mencionar la fiesta de Nuestra Señora de Lourdes que se celebra los días 11 de febrero de cada año, fiesta de San Antonio  y Candelaria celebrada los días 1 y 2 de noviembre de cada año, para el día de todos los Santos celebrada nacionalmente el día 1 de octubre anualmente. Fiestas religiosas que al son del Cachimbo de Tarapacá reúnen gran cantidad de personas alrededor de su patrimonial capilla.

## Origen de la capilla

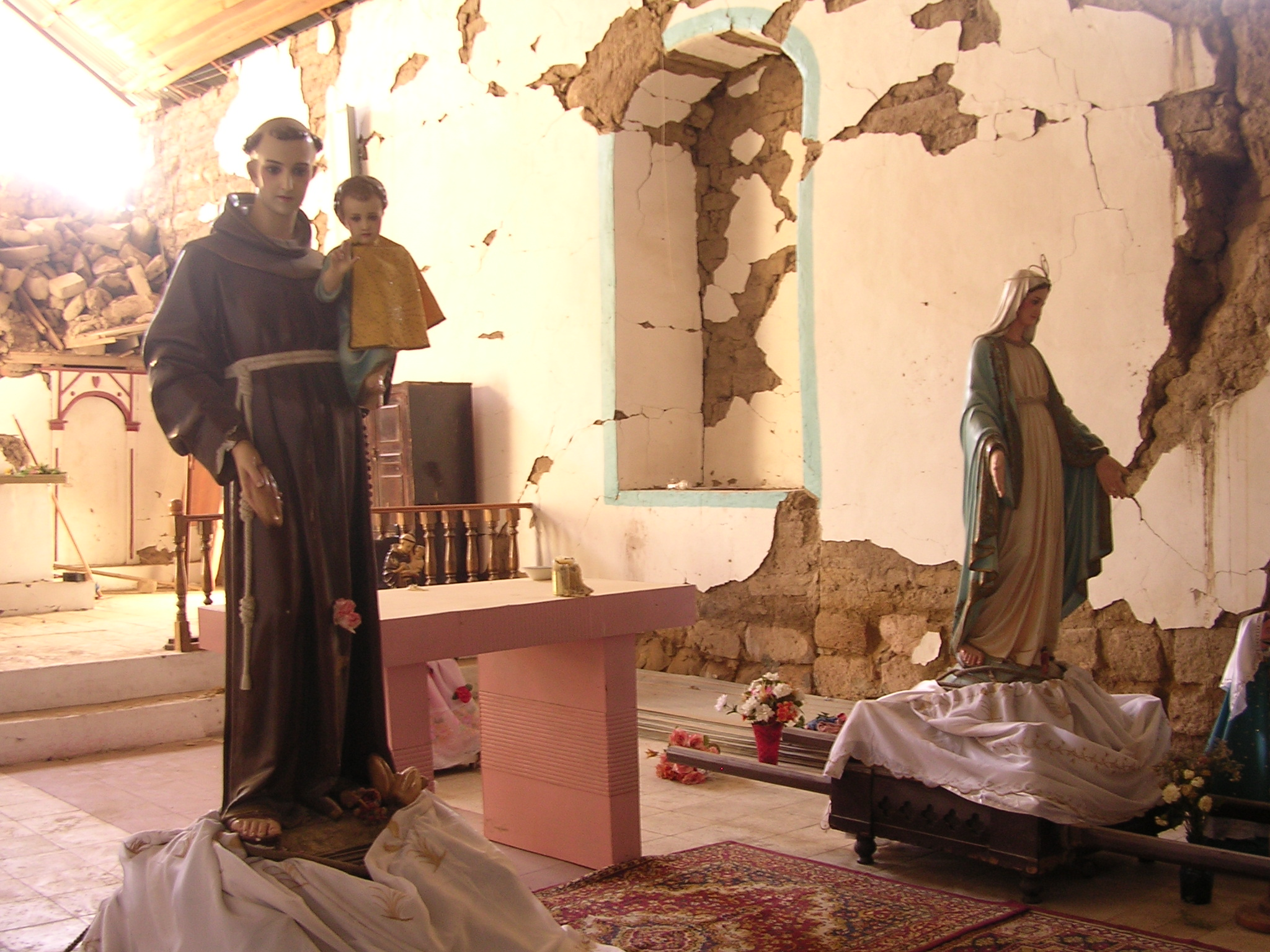
figuras de yeso de San Antonio de Padua y Virgen de Lourdes, Santos patronos del pueblo, al interior de la Capilla de Mocha.

La capilla de Mocha es resultado del proceso de evangelización cristiana por parte de la Corona española en Sudamérica desde el siglo XVI en adelante.  Su creación se aproxima a los años 1575 y 1578 según se tienen registros, y posiblemente el lugar en donde se construyó haya sido anteriormente un área de oración indígena. Esto refleja la mezcla cultural que provocó el proceso de evangelización de parte de los españoles. En sus comienzos se oraba en pequeños templos solo con altar y cruz, lo que explicaría la sencillez del interior de la capilla. La capilla de Mocha fue construida principalmente para ser el espacio central en donde se celebrarían ceremonias litúrgicas. Hoy en día es apreciada como un testimonio de la síntesis cultural y religiosa entre el pueblo cristiano y el pueblo indígena que allí habitaba.

## Arquitectura

### Descripción
Su estilo arquitectónico corresponde al Barroco Andino y su arquitectura refleja la mezcla cultural compuesta con características hispanas e indígenas como lo fueron la cultura quechua, la incaica y aimara entre otras. La cultura hispana se ve desarrollada en el interior de la capilla, como muchos de los otros templos de oración construidos por españoles evangelizadores; la capilla cuenta con un gran espacio interior, completamente cerrado para el encuentro y la oración de los fieles de la Iglesia Católica; sin embargo se ve reflejado el aporte indígena en la forma en la que está construida la capilla, su forma arquitectónica asimila un cerro, símbolo sagrado para los pueblos indígenas de la zona.
Su tamaño se considera inusual en comparación al resto de los templos construidos en el altiplano en épocas similares, su superficie total es de 423 metros cuadrados, con una planta de cruz de una sola nave de 31 metros de largo por 6,5 metros de ancho aproximadamente; sus muros tienen un alto de 4,5 metros de alto y 30 metros de largo. Cuenta con dos capillas laterales, un campanil de madera y sobre su entrada se destaca el uso de piedra policromada característica del estilo Barroco Andino del lugar y de la época.

### Restauraciones

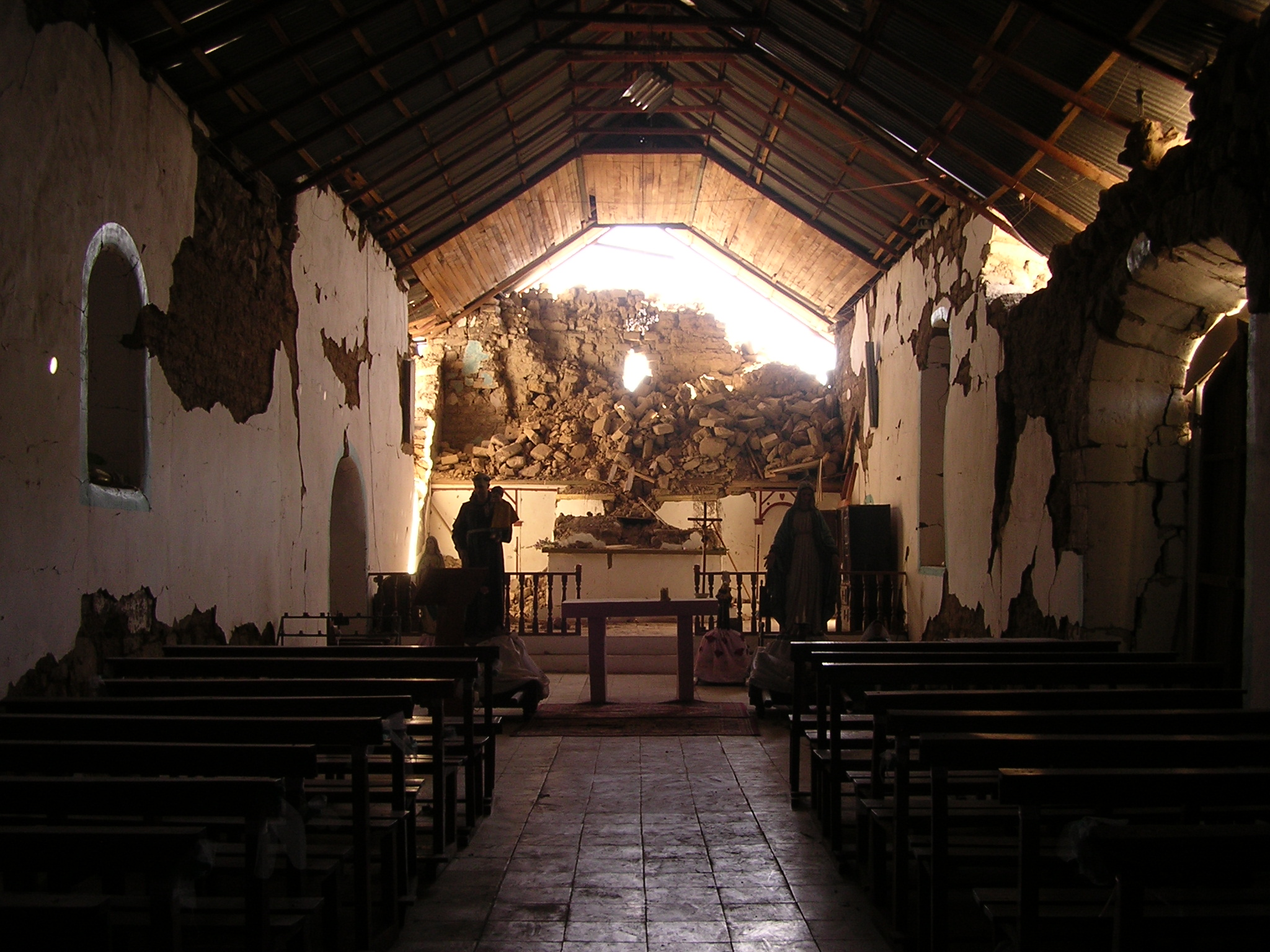
interior de la Iglesia hacia el altar, tras terremoto.

Hoy en día, la capilla está protegida como patrimonio histórico nacional, el cual se ha hido deteriorando por numerosos sismos más el paso del tiempo. Podemos nombrar el sismo del año 1868 y el siguiente en el año 1876, a esto se suma también el incendio que la afectó en el año 1936 y el más reciente sismo de 2005. Catástrofes que han afectado su diseño arquitectónico y sus pilares principales haciendo de ésta una pieza reiteradas veces restaurada. En estos procesos de restauración, generalmente apoyados por el Gobierno Regional, el Ministerio de Obras Públicas de Chile, entre otras organizaciones privadas, se incluye además a los habitantes del sector de Mocha a ser partícipes de las reconstrucciones que se le han hecho a éste, su patrimonio histórico. En una de las numerosas modificaciones a la capilla hubo pérdidas importantes sobre pinturas y elementos ornamentales de alto valor patrimonial, que pertenecían a la capilla y que eran testimonio de la cultura Quiteña y Cuzqueña que predominaba en la capilla.

### Última restauración
Para su última restauración, luego del devastador sismo del año 2005, que la dejó gravemente dañada; bajo la dirección del arquitecto encargado de Patrimonio del Ministerio de Obras Públicas, Alexis Gajardo; se reconstruyó casi un cien por ciento de la Iglesia. Para este trabajo se invirtió cerca de 407 millones de pesos financiados por el Gobierno de Chile con ayuda de fondos de la Subsecretaría de Desarrollo regional y administrativo.
Inaugurada a finales del año 2013, la Iglesia contó con reconstrucciones con respecto a sus muros laterales y longitudinales dañados, se aplicó un refuerzo Lateral con mallas de acero entre hiladas entre adobes, también se aprecia la reposición de la estructura de cubierta con el sistema tradicional de tijerales (par y nudillo) con cubierta de plancha de zinc junto al cielo tradicional de encañado; además se consideró la recuperación y consolidación del terraplén lateral que define el espacio de la capilla de Mocha.

## Valor histórico
La restauración de este tipo de Iglesias es de gran valor histórico y patrimonial, ya que al ser obras arquitectónicas bastante antiguas, no se tienen registros detallados ni específicos con respecto a ellas, lo que implica que su reconstrucción se realice a base de testimonios e historias que los mismos habitantes del sector relatan sobre ella.
Además, en sus últimas reconstrucciones se intenta mantener fresca la arquitectura y estilo rústico de la época que son fiel reflejo de las costumbres y modo de vida en la zona; es así como se logra rescatar el uso principalmente de adobe, piedra y barro, además de la tipología de cielo tradicional a base de un entramado de caña y tejido de totora.